# Quartiers de Namur
La ville de Namur est divisée en 46 quartiers administratifs. Ils quadrillent le territoire pour faciliter les comparaisons lors des recensements.
Un certain nombre d'anciennes communes ne sont pas divisées et forment un quartier à part entière, qui porte le nom de la section. D'autres sections sont divisées, et il arrive que certains quartiers empiètent sur plusieurs anciennes communes.

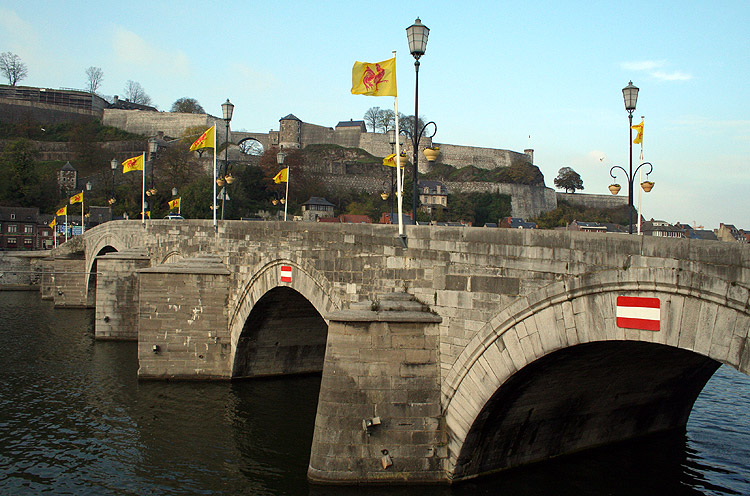
Le pont de Jambes et la citadelle de Namur en arrière-plan

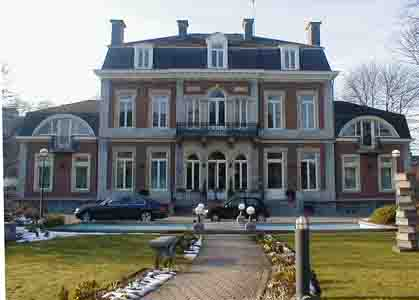
L'Élysette, dans le quartier Jambes-Centre

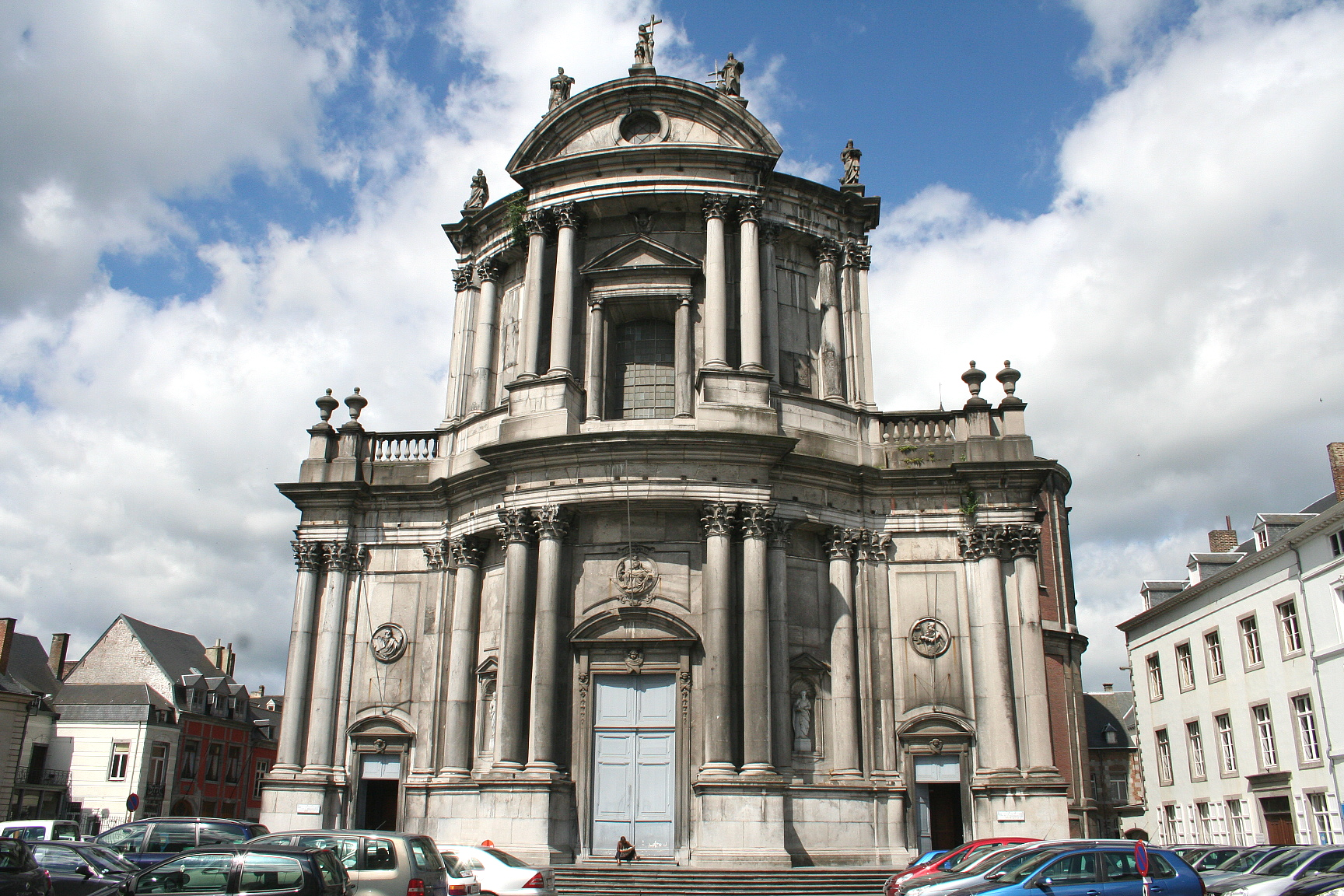
Cathédrale Saint-Aubain, dans le quartier Cathédrale

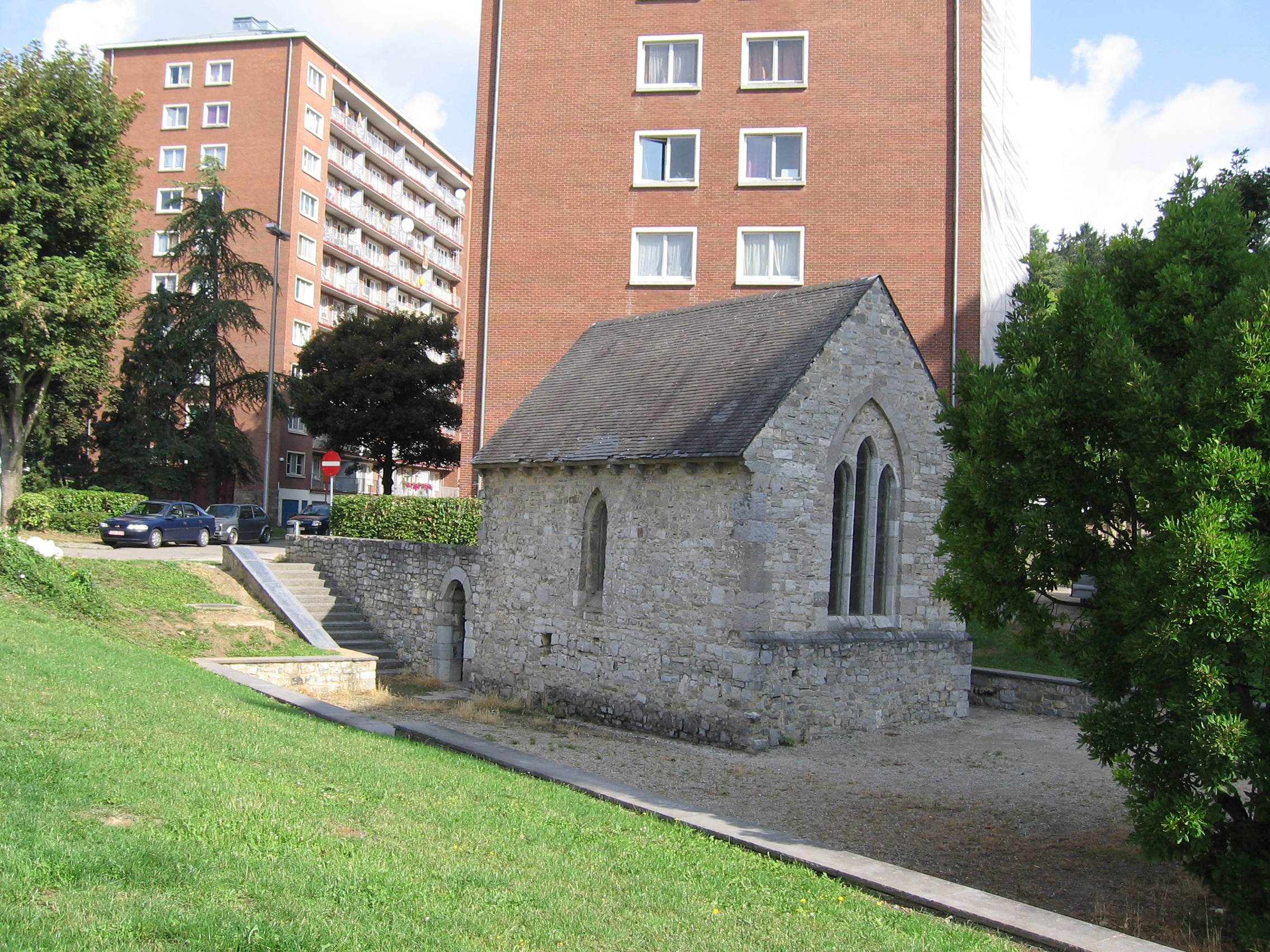
Chapelle d'Hastimoulin, dans le quartier de Bomel-Heuvy

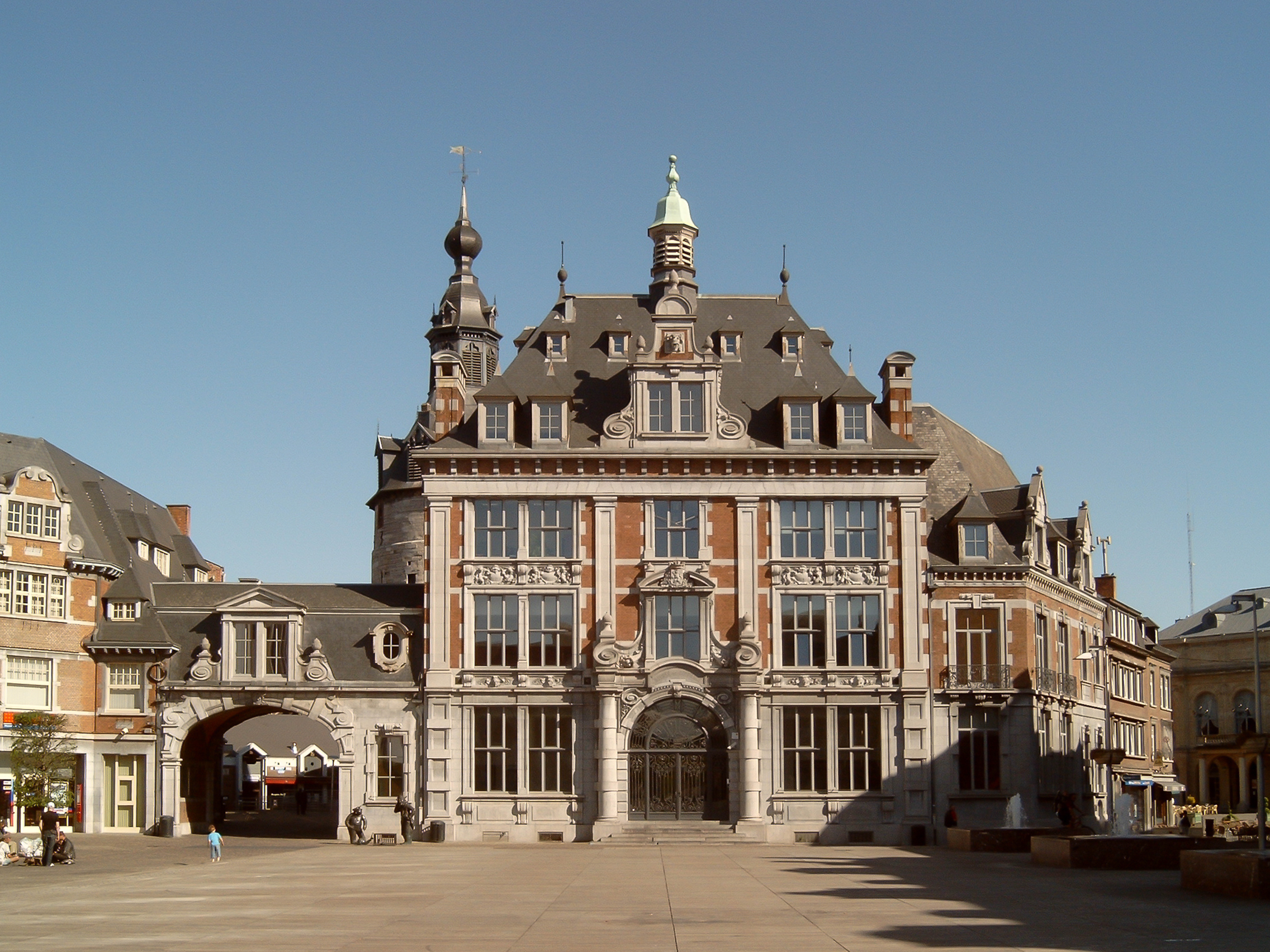
L'ancienne bourse du commerce, dans le quartier Namur-Centre

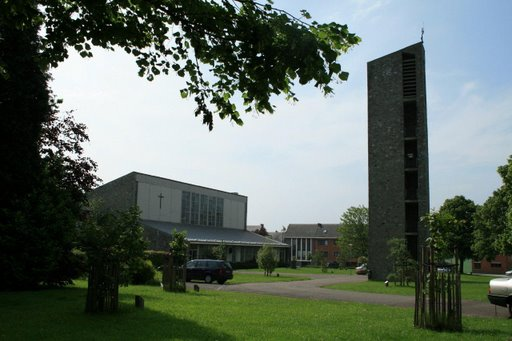
Église du Moulin à Vent, dans le quartier Moulin à Vent